# Tapacul de jalca
El tapacul de jalca (Scytalopus frankeae) és una espècie d'ocell de la família dels rinocríptids (Rhinocryptidae).

## Hàbitat i distribució
Habita vessants rocosos dels Andes al centre del Perú.

## Taxonomia
És una espècie descrita fa molt poc temps, arran treballs molts recents.